# David Reed (homme politique)
David Reed est un homme politique du Parti conservateur britannique qui est député d'Exmouth et d'Exeter Est depuis 2024,,,.

## Biographie
Reed est né à Carshalton, dans le sud de Londres. Après avoir rejoint les Royal Marines, Reed est basé à la base royale des Marines de Lympstone puis s'installe dans le East Devon. Reed commence sa carrière dans les Royal Marines et le Special Forces Support Group et sert dans des zones de conflit à travers le monde au cours d'une carrière de sept ans. En plus de son service en première ligne, Reed est parachutiste dans l'équipe de parachutisme de la Royal Navy.
Après avoir quitté les Royal Marines, Reed obtient une licence de première classe en commerce et une maîtrise en sécurité internationale. Il travaille également au Parlement et occupe des postes d’agent de campagne bénévole au sein du Parti conservateur. Reed travaille également dans le numérique, dans les secteurs public et privé, plus récemment dans la société de défense BAE Systems Digital Intelligence.